# Antônio Teixeira Rodrigues
Antônio Teixeira Rodrigues (Vila do Conde) foi um arquiteto e artista canteiro português. Foi Visconde e Conde de Santa Marinha. O  título  de  Visconde  foi-lhe  concedido  por  D. Carlos I de Portugal em  1890 . Em  1892, o mesmo monarca concede-lhe o título de Conde.
Em Belo Horizonte, António, foi o responsável por várias construções, dentre as quais destacam-se a Casa do Conde de Santa Marinha, o Palácio da Liberdade, a Imprensa Oficial, o Quartel do 1º Batalhão de Polícia Militar e o Necrotério do Cemitério do Bonfim. O "Empório Industrial", erguido por ele, foi considerado o primeiro e o maior empreendimento industrial de Belo Horizonte.
O  pioneirismo  do arquiteto foi  além  do  setor  industrial,  uma  vez  que  o  Conde  foi  o  primeiro a construir uma residência fora da área urbana.